# Testudo
Testudo hay còn gọi là rùa Địa Trung Hải (Mediterranean tortoises) là một chi rùa cạn trong họ rùa Testudinidae được tìm thấy ở Bắc Phi, Tây Á và Châu Âu. Một số loài đang bị đe dọa trong tự nhiên, chủ yếu là do môi trường sống của chúng bị phá hủy. Chúng là các loài rùa cở nhỏ, có chiều dài từ 7,0 đến 35 cm và trọng lượng từ 0,7 đến 7,0 kg. Tên gọi của chi rùa này liên tưởng đến đội hình chiến đấu trứ danh của quân đội La Mã cổ đại là Đội hình con rùa.

## Các loài
Hệ thống phân loại sinh học kiểu cổ điển của chi rùa này nổi tiếng rối rắm, kể từ khi có tiến bộ khoa học về gen thì dữ liệu trình tự DNA ngày càng được sử dụng nhiều hơn trong hệ thống học, nhưng trong Testudines (rùa và ba ba), tính hữu dụng của nó bị hạn chế: Trong một số trong số này, ít nhất mtDNA được biết là tiến hóa chậm hơn ở những loài này so với hầu hết các loài động vật khác. Hiện nay, việc phân loại các loài thuộc chi này như sau:
- Testudo horsfieldii[1] còn gọi là rùa cạn Nga hoặc rùa Horsfield
- Testudo hermanni[1] còn gọi là rùa cạn Hermann, loài này có các phân loài: 
  - Testudo hermanni boettgeri[1] còn gọi là rùa Hermann miền Đông
  - Testudo hermanni hermanni[1] còn gọi là rùa Hermann miền Tây
- Testudo graeca[1] còn gọi là rùa cạn Hi Lạp hay rùa cạn thông thường, loài này có các phân loài sau:
  - Testudo graeca graeca[1] còn gọi là rùa nhặt nhạnh Địa Trung Hải
  - Testudo graeca armeniaca[1] còn gọi là rùa Araxes
  - Testudo graeca buxtoni[1] còn gọi là rùa Buxton
  - Testudo graeca cyrenaica[1] còn gọi là rùa nhặt Cyrenaica
  - Testudo graeca ibera[1] còn gọi là rùa Tiểu Á
  - Testudo graeca marokkensis[1] còn gọi là rùa Ma-Rốc
  - Testudo graeca nabeulensis[1] còn gọi là rùa Nabeul
  - Testudo graeca soussensis[1] còn gọi là rùa cạn thung lũng Souss
  - Testudo graeca terrestris[1] còn gọi là rùa Lưỡng Hà
  - Testudo graeca zarudnyi[1] còn gọi là rùa Iran
- Testudo kleinmanni[1] còn gọi là rùa Ai Cập hay rùa Kleinmann
- Testudo marginata[1] còn gọi là rùa Marginata